# Truman Seymour
Truman Seymour (Burlington, 24 settembre 1824 – Firenze, 30 ottobre 1891) è stato un generale e pittore statunitense.

## Biografia
Desideroso di intraprendere la carriera militare, si arruolò appena sedicenne al Collegio Militare del Vermont, ma non gradendo l'ambiente nel 1842 passò invece all'Accademia di West Point, dove ebbe come compagni di corso numerosi futuri alleati e avversari nella guerra civile americana come George B. McClellan, Stonewall Jackson e George Pickett. Appena terminata l'istruzione nel 1846 venne inviato a combattere la guerra messico-statunitense, dove guadagnò il grado di primo tenente per il suo eroismo in battaglia.
Terminato il conflitto, dal 1850 al 1853 fu istruttore di disegno a West Point, venendo poi inviato a combattere nelle ultime guerre seminole. Venne poi posto di stanza a Fort Sumter, e fu tra coloro che ne sostennero l'assedio condotto dai sudisti tra il 1860 e il 1861, e che avrebbe quindi inaugurato la guerra civile americana.
Evacuato al Nord, in virtù della sua resistenza a Fort Sumter venne promosso brigadier generale del Corpo dei Volontari. Partecipò quindi alle principali campagne della guerra civile, distinguendosi per combattere sempre in prima linea, e venne per questo ferito alla battaglia di Olustee e preso prigioniero alla battaglia del Wilderness. Per i suoi meriti di guerra venne brevettato maggior generale.
Dopo la fine della guerra rimase nell'esercito statunitense fino al 1876, quando decise di seguire la sua vocazione di pittore, trasferendosi in Italia e passando gli ultimi anni di vita a dipingere. I suoi lavori pervenuti sono principalmente panorami ad acquerello, che realizzò sfruttando le acute capacità d'osservazione acquisite durante l'addestramento.
Morì nel 1891 a Firenze, venendo sepolto nel Cimitero agli Allori, mentre i suoi quadri vennero riportati alla famiglia negli Stati Uniti.

## Galleria d'immagini

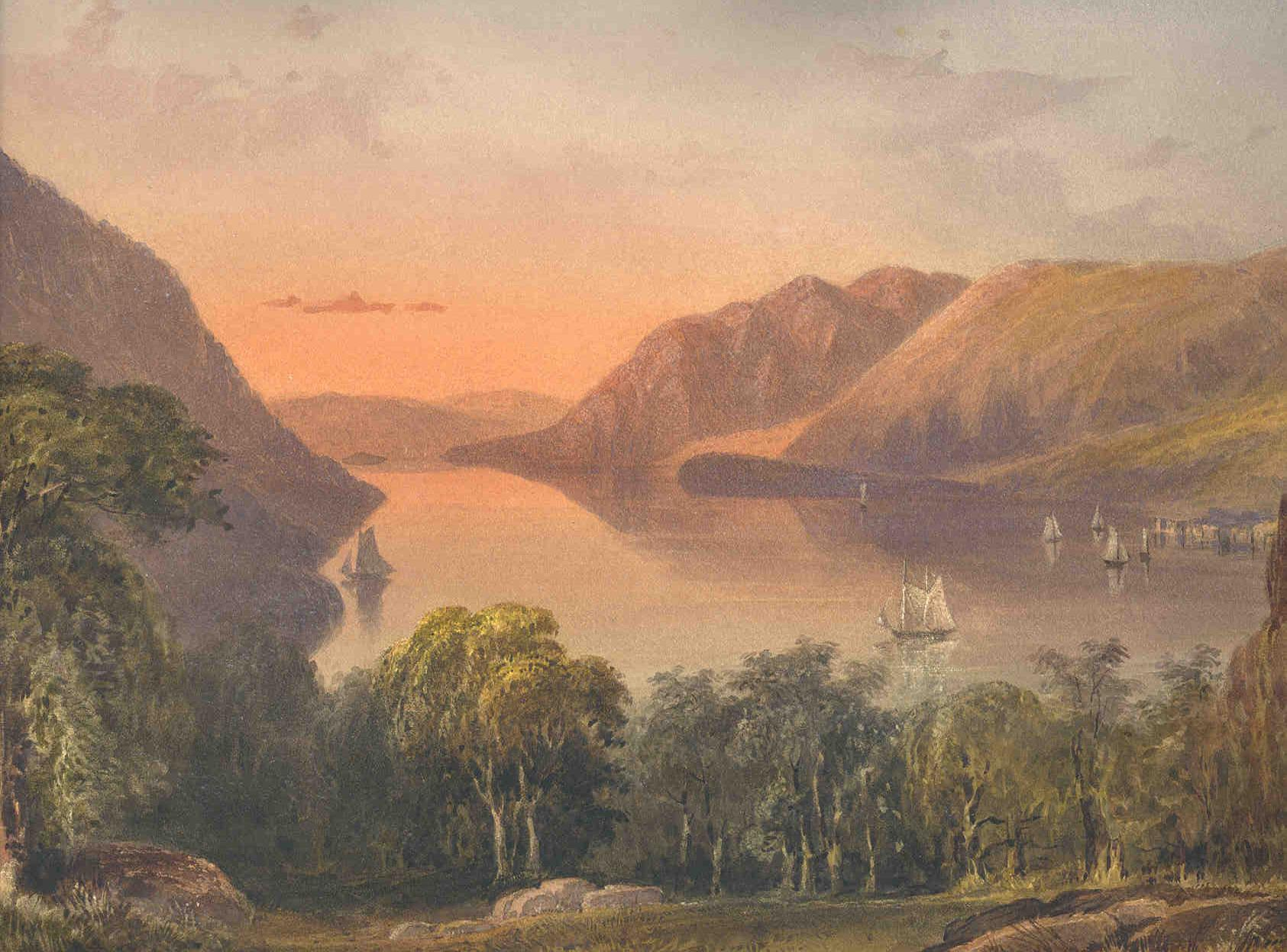
Veduta del Fiume Hudson da West Point
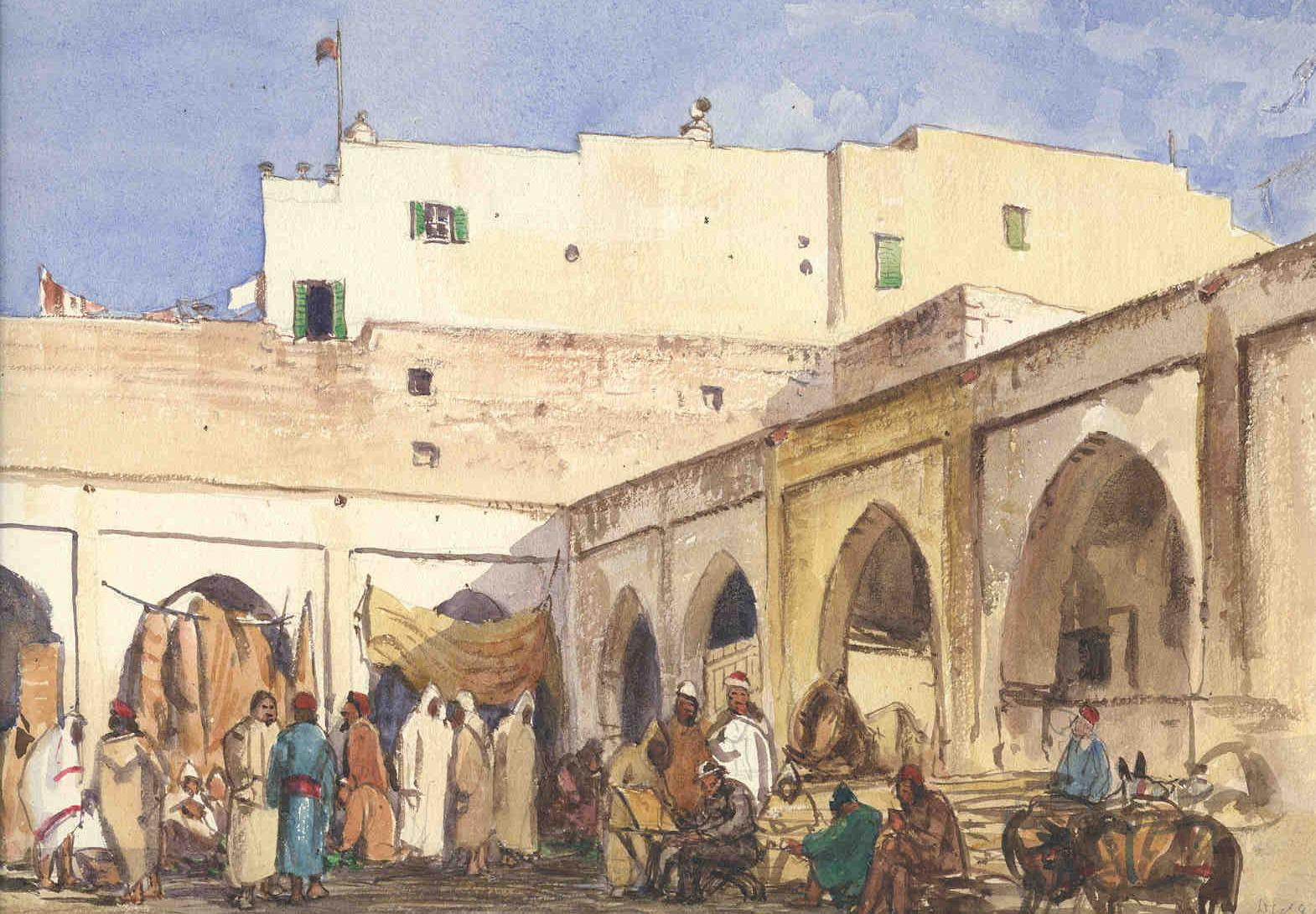
Mercato Marocchino con Bandiera Rossa
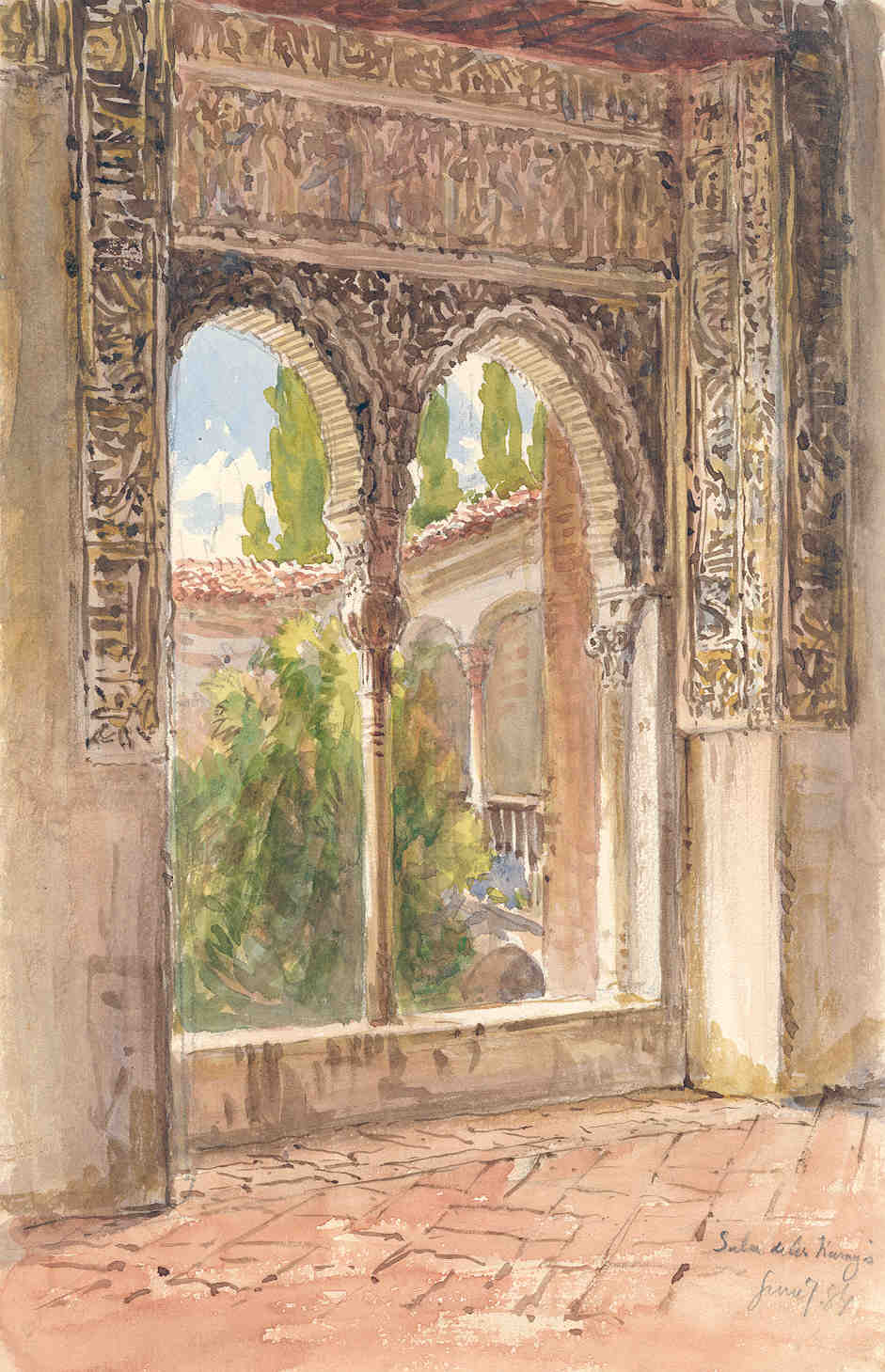
Veduta del Cortile dell'Alhambra
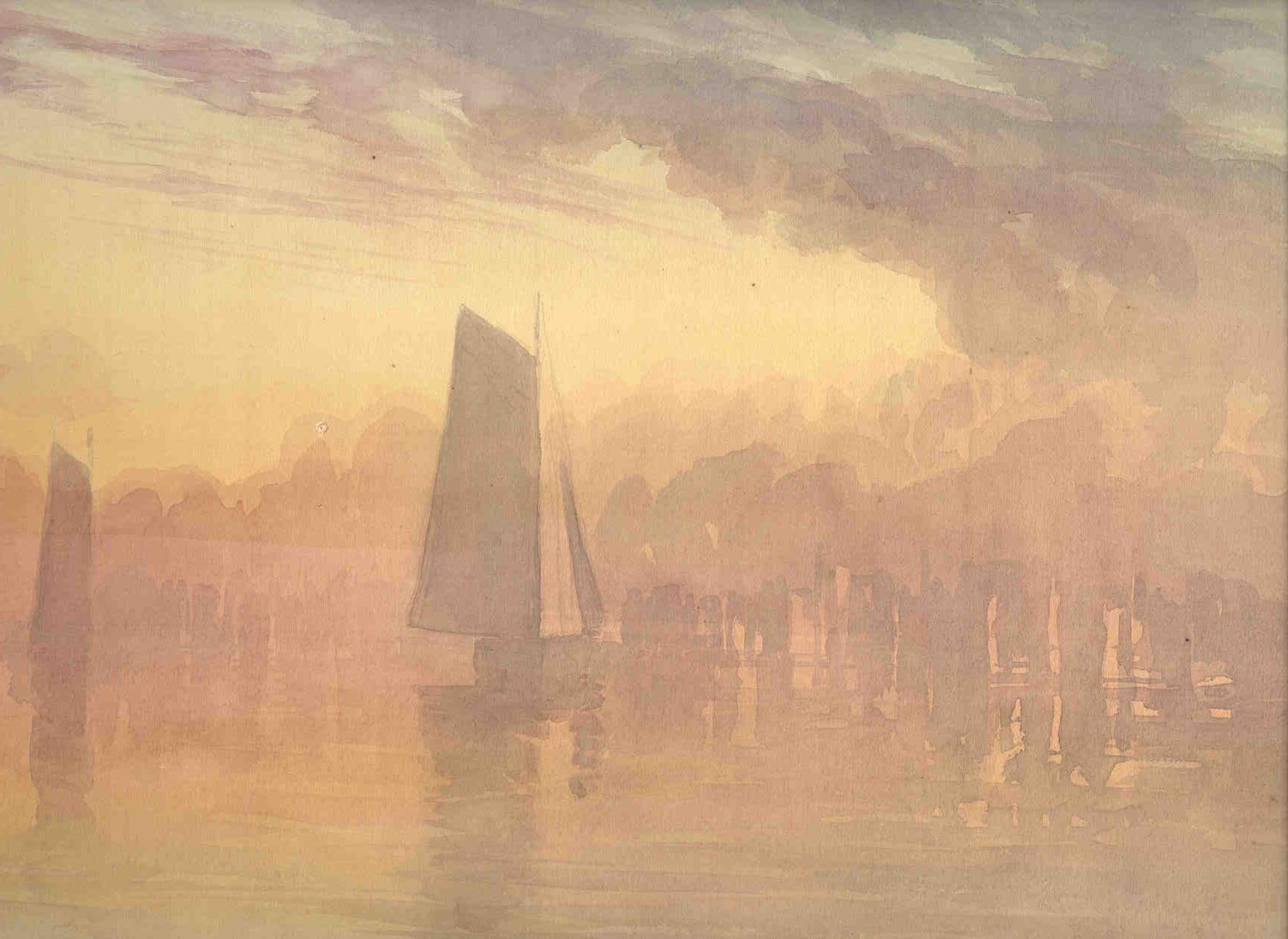
Barche al Tramonto